# Pseudaletis richardi
Pseudaletis richardi är en fjärilsart som beskrevs av Henry Stempffer 1953. Pseudaletis richardi ingår i släktet Pseudaletis och familjen juvelvingar. Inga underarter finns listade i Catalogue of Life.